# Савиненки (Афанасьевский район)
Савиненки — деревня в Афанасьевском районе Кировской области в составе Гординского сельского поселения.

## География
Расположена на расстоянии примерно 8 км по прямой на юго-восток от центра поселения села  Гордино на левом берегу реки Ердва.

## История
Известна с 1926 года как починок Савинский или Васютенки, хозяйств 6 и жителей 35, в 1978 году здесь (уже деревня Савиненки) 14 жителей.  

## Население
Постоянное население составляло 5 человек (русские 100 %) в 2002 году, 3 в 2010 году.